# هجوم شاحنة تل أبيب 2011
في صباح يوم 15 مايو 2011، في يوم ذكرى النكبة، صدمت شاحنة عدة سيارات في شارع «بارليف» المزدحم (الطريق السريع 461) في جنوب تل أبيب. نتج عن مقتل شخص وإصابة 17 آخرين. تم التعرف على سائق الشاحنة على أنه اسلام إبراهيم عيسى، وهو سائق شاحنة من كفر قاسم من عرب الـ48 يبلغ من العمر 22 عامًا. بعد عملية الدهس، قُبض عليه ونُقل إلى الشرطة الإسرائيلية لاستجوابه.
تعتقد الشرطة الإسرائيلية أن السائق قام بدعس الأشخاص متعمدا، لكن السائق قال إنه مجرد حادث أفقده السيطرة على الشاحنة بعد انفجار أحد إطاراتها. وقالت إذاعة الجيش الإسرائيلي إن تقارير تتحدث عن أن الاصطدام هو هجوم متعمد يأتي في يوم إحياء ذكرى النكبة. وأضافت الإذاعة أن سائق الشاحنة دعس مارةً واصطدم بعدة سيارات في أحد الشوارع بجنوب تل أبيب، واستمر في السير لمسافة نصف كيلومتر وتوقف عند اصطدامه بحافلة ركاب. يشار إلى ان عائلة الشاب نفت ان يكون ما جرى عملية على خلفية وطنية مؤكدة انه مجرد حادث سير، وهذا أيضا ما اكده اسلام عيسى اثناء التحقيق معه مشيرا انه لم يستطيع السيطرة على الشاحنة بعد انفجار أحد اطاراتها.

## الرواية الإسرائيلية
حوالي الساعة 9:35 صباحًا، ابتداءً من تقاطع «ميزوبيم» وعلى بعد كيلومترين (1.2 ميل)، صرخ عيسى «الله أكبر» وصدم بشاحنته عدة سيارات وحافلات وعلامات مرورية وقضبان أمنية وبعض الناس. وقالت الشرطة الاحتلال إن 15 مركبة أصيبت خلال عملية الدهس. انتهى الأمر عندما صدمت الشاحنة بحافلة فارغة بالقرب من مدرسة. بعد تحطم، غادر عيسى الشاحنة وقيل إنه صرخ وألقى إشارة ضوئية وضرب فتاة صغيرة بيده. تم اعتقاله من قبل الشرطة الاحتلال الإسرائيلية، وحُكم عليه بالسجن فيما بعد.

## المُحاكمة
تمت محاكمة عيسى في محكمة تل أبيب الجزئية بتهمة القتل وست تهم بمحاولة القتل والاعتداء وتعريض حياة البشر للخطر. في 19 يوليو 2012، تم إدانته وحكم القضاة بالإجماع. في 14 نوفمبر 2012، حُكم على عيسى بالسجن مدى الحياة و 40 سنة إضافية. كما أُمر بدفع مبلغ 258000 شيكل إسرائيلي لعائلة الرجل الذي قُتل و 230.000 شيكل إضافي لبقية الضحايا.
وكان قُتل بعملية الدهس أفيف موراج مستوطن من جفعاتايم، يبلغ من العمر 29 عامًا.
كانت هذه واحدة من مجموعة صغيرة من العمليات الدهس داخل الاحتلال الصهيوني خلال هذه الفترة، بما في ذلك عملية جرافة في القدس 2008، عملية دهس القدس 2008، هجوم تل أبيب 2011.